# West Okoboji
West Okoboji è un comune degli Stati Uniti d'America, situato nello Stato dell'Iowa, nella contea di Dickinson.